# 茨城県道164号長倉小舟線

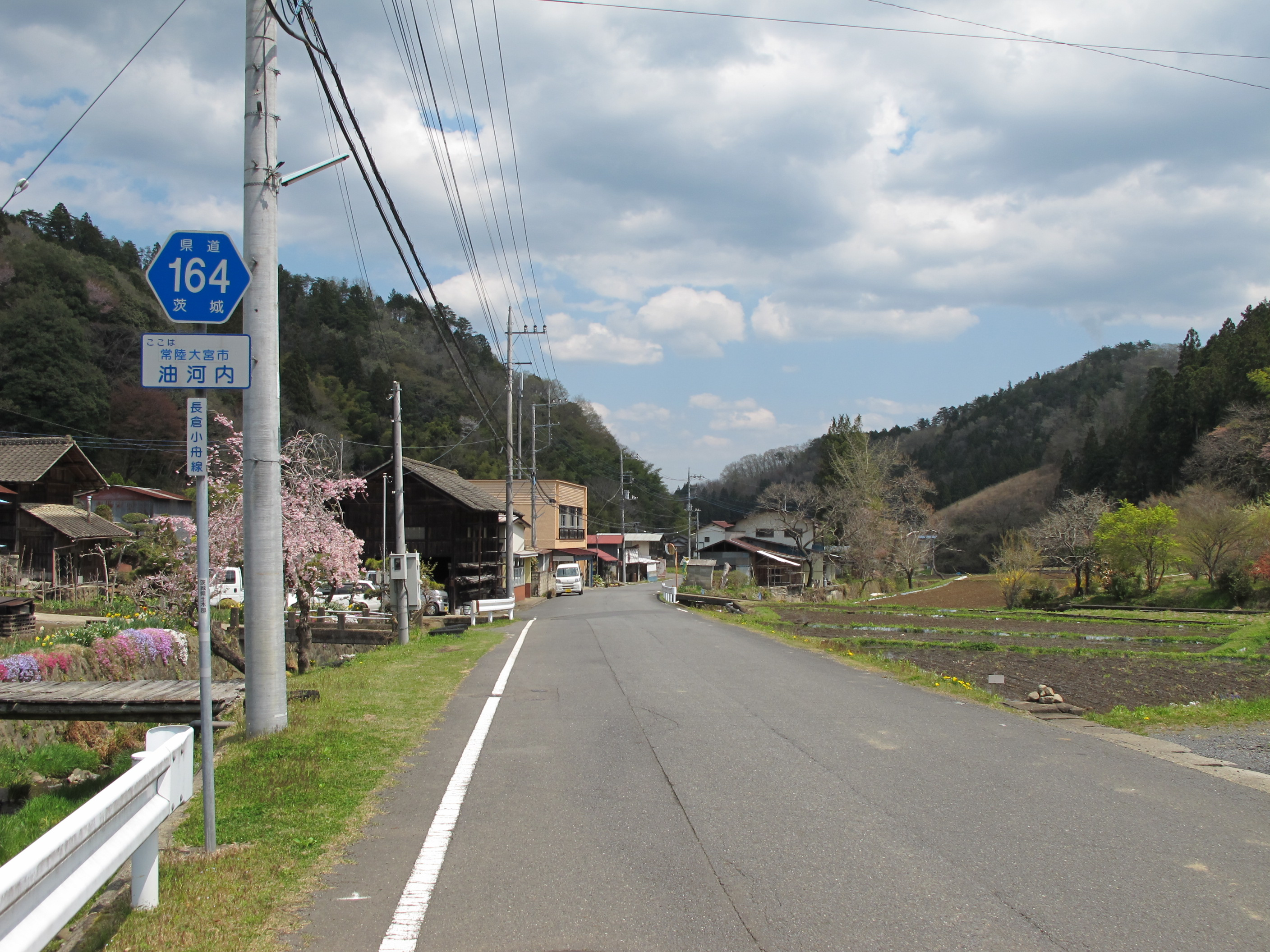
茨城県道164号長倉小舟線
常陸大宮市油河内（2014年4月）

茨城県道164号長倉小舟線（いばらきけんどう164ごう ながくらこぶねせん）は、茨城県常陸大宮市内の一般県道である。

## 概要
常陸大宮市長倉地区から同市小舟まで南北を結ぶ延長約9キロメートル (km) の一般県道で、茨城県道39号笠間緒川線の西側でほぼ並行している。

### 路線データ
- 起点：茨城県常陸大宮市長倉343番の3（国道123号交点＝長倉宿入口交差点）[1]
- 終点：茨城県常陸大宮市小舟1916番の1（茨城県道12号那須烏山御前山線交点）[1]
- 総延長：8.931 km[2]
- 重用延長：1.427 km[2]
- 未供用延長：なし[2]
- 実延長：7.504 km[2]
- 自動車交通不能区間延長[注釈 1]：なし[2]

## 歴史
1959年（昭和34年）10月14日、新たな県道として東茨城郡御前山村大字長倉を起点とし、那珂郡緒川村大字小舟を終点とする区間を本路線とする県道長倉小舟線として茨城県が県道路線認定した。
1995年（平成7年）に整理番号164となり現在に至る。

### 年表
- 1923年（大正12年）4月1日：現在の路線の前身である長倉烏山線が路線認定される。
- 1959年（昭和34年）10月14日
  - 現在の路線が路線認定される（図面対照番号153）[3]。
  - 道路の区域は、東茨城郡御前山村大字長倉の主要地方道茂木大宮線（現在の国道123号）分岐から那珂郡緒川村大字小舟の主要地方道水戸烏山線（現在の県道那須烏山御前山線）交点まで決定された[4]。
- 1973年（昭和48年）4月12日：東茨城郡御前山村大字長倉地内の国道123号バイパスの開通に伴い、国道123号旧道の一部を小倉小舟線の路線へ編入。起点が長倉宿から長倉宿入口交差点となる[1]。
- 1992年（平成4年）2月20日：那珂郡緒川村大字入本郷 - 大字油河内の道路改良による新道（1.60km）を設置する道路区域決定[5]。
- 1994年（平成6年）10月6日：那珂郡緒川村大字入本郷 - 大字油河内（八里隧道）の道路改良及びバイパス道路を新設する道路区域（1.616 km）が決定する[6]。
- 1995年（平成7年）3月30日：整理番号211から現在の番号（整理番号164）に変更される[7]。
- 2006年（平成18年）3月27日：常陸大宮市油河内地内の道路改良による新道が開通する[8]。
- 2007年（平成19年）5月14日：常陸大宮市油河内地内の旧道（640m）が指定解除され常陸大宮市道へ降格[9]。

## 路線状況
路線の大部分は2車線の道路であるが、起点付近・長倉の集落と終点付近・油河内の集落では、1.5車線程の狭い道路である。交通量は少なく、地元住民の生活道路である。峠付近の南側は「深山の桜並木」として親しまれる。茨城県道287号山内上小瀬線と茨城県道39号笠間緒川線とは一部区間で重複する。

### 重複区間
- 茨城県道287号山内上小瀬線（常陸大宮市中井 - 同市入本郷：約1.0 km）
- 茨城県道39号笠間緒川線（常陸大宮市油河内 - 同市小舟：約1.6 km）

### 道路施設
- 八里隧道跡（常陸大宮市入本郷-油河内）
かつて存在した昭和3年12月竣工のトンネル。時代の流れとともに交通は自動車が主流となり、これに伴って手掘りだった狭いトンネルは本県道の道路拡張改良工事によって坑道が埋められてトンネルのあった場所は切通しとなった。現在、トンネルが存在した場所となる切通の両端に、かつての八里隧道の出入口に掛けられていた銘板と八里隧道がかつて存在したことを記す記念碑が道路脇に設置されている。

## 地理
栃木県境に近い八溝山地の山間にあり、沿線は山に囲まれた集落や田畑がある。長倉側は大沢川に沿って、小舟側は小舟川に沿ってそれぞれ道路が延び、分水嶺となる峠（八里隧道跡）は切通しである。

### 通過する自治体
- 常陸大宮市

### 交差する道路
- 栃木県道・茨城県道287号山内上小瀬線
- 茨城県道39号笠間緒川線
- 栃木県道・茨城県道12号烏山御前山線